# Komijská vlajka

Komijská vlajka
Poměr stran: 2:3

Vlajka Komi, jedné z autonomních republik Ruské federace, je tvořena listem o poměru stran 2:3 se třemi vodorovnými pruhy, modrým, zeleným a bílým.

## Historie
Autonomní oblast Komi (též nazývána Zyrjanská AO nebo Komisko-Zyrjanská AO) byla ustanovena 21. srpna 1921, jako součást RSFSR. 5. prosince 1936 byla autonomní oblast transformována na Komiskou ASSR.

Vlajka Komiské ASSR (1937) Poměr stran: 1:2
Vlajka Komiské ASSR (1938–1954) Poměr stran: 1:2
Vlajka Komiské ASSR (1954–1991) Poměr stran: 1:2

14. května 1991 byla Komiská ASSR transformována na Komiskou SSR. 27. listopadu 1991 byla, na základě usnesení Nejvyššího sovětu Komiské SSR schválena vlajka, shodná se současnou, lišící se pouze poměrem stran 1:2.
Autorem vlajky je Vladimir Jakovlevič Serditov (* 1947),  absolvent Moskevské vyšší umělecké průmyslové školy, člen Svazu umělci SSSR i Ruska.  Serditov vypracoval i návrhy komijského znaku, který však nebyl schválen.
12. ledna 1993 byla země přejmenována na Komijskou republiku.
6. června 1994 byly na posledním zasedání Nejvyšší rady Republiky Komi (před odevzdání pravomocí nově zvolené Státní radě) přijat zákon č. XII–20/3 „O státní vlajce Republiky Komi”. Potvrdila jím vlajku z roku 1991.

Vlajka Republiky Komi (1991–1997) Poměr stran: 1:2

Současná vlajka byla schválena (zákonem č. 47-RZ) 17. prosince 1997 a zapsána do Státního heraldického rejstříku Ruské federace pod číslem 154. Oproti předcházející se liší pouze poměrem stran, nově 2:3.

## Návrh nové vlajky
Přibližně v roce 2015 předložili uživatelé sociální skupiny „Наша Коми земля“ (Naše země Komi) myšlenku změny Komijské vlajky. Návrh nové vlajky byl tvořen skandinávským křížem – zelený kříž s bílým lemem na modrém listu. Byly by tak zachovány barvy V. J. Serditova a vlajka by se více podobala jiným severským vlajkám.

Návrh Komijské vlajky (~2015) Poměr stran: ~18:25

## Vlajka komijského prezidenta

Vlajka komijského prezidenta Poměr stran: 1:1

## Vlajky komijských okruhů a rajónů

Členění Komijské republiky

Od 1. ledna 2018 se Komijská republika člení na 6 městských okruhů a 14 rajónů. Ne všechny subjekty zřejmě užívají vlastní vlajku.
Městské okruhy

Syktyvkar (1) Poměr stran: 2:3
Vorkuta (2) Poměr stran: 2:3
Inta (3) Poměr stran: 2:3 (zobrazen jiný)

Rajóny

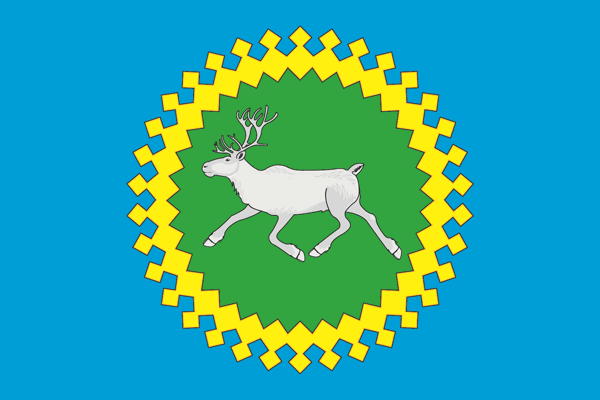
Ižemský rajón Poměr stran: 2:3
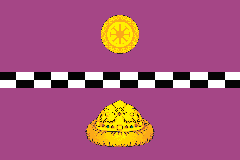
Knjažpogodský rajón Poměr stran: 2:3
Rajón Pečora Poměr stran: 2:3
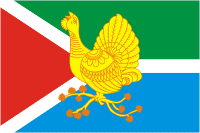
Rajón Sosnogorsk Poměr stran: 2:3
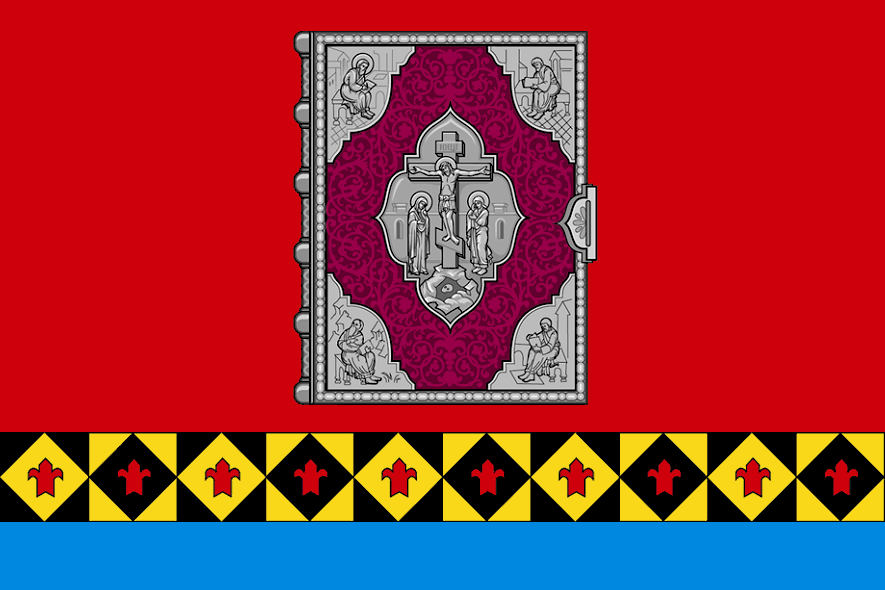
Usť-Cilemský rajón Poměr stran: 2:3